# Телефонна мрежа
Телефонна мрежа е телекомуникационна мрежа, по която се извършват телефонни повиквания.
Има няколко вида телефонни мрежи според използваната преносна среда и крайни устройства:
- Фиксирана телефонна мрежа – телефонните апарати са стационарни (аналогови телефонни системи или цифрови), свързани чрез проводници с телефонна централа. Тя е известна още и като PSTN (на английски: public switched telephone network).
- Мобилна телефонна мрежа — обслужваща мобилните телефони, при която потребителите могат да се придвижват в рамките на покритието на клетката и да преминават от клетка в клетка. Тя е известна още и като клетъчна мрежа.
- Частна мрежа обслужваща малко на брой телефони, свързани предимно един с друг и получаващи връзка със света през централата (напр. вътрешнофирмена телефонна централа). Известна е и като PBX (на английски: private branch exchange).

Телефонните мрежи от първите два типа се строят и поддържат от операторите на електронни съобщителни мрежи, които получават лицензи за това от националните правителства.